# Bošice
Bošice (en allemand : Boschitz) est une commune du district de Prachatice, dans la région de Bohême-du-Sud, en République tchèque. Sa population s'élevait à 361 habitants en 2023.

## Géographie
Bošice se trouve dans la Forêt de Bohême, à 7 km au nord-est de Vimperk, à 15 km au nord-ouest de Prachatice, à 49 km à l'ouest-nord-ouest de České Budějovice et à 118 km au sud-sud-ouest de Prague.
La commune est limitée par Čkyně et Lčovice au nord, par Zálezly et Radhostice à l'est, par Svatá Maří au sud et au sud-ouest, et par Bohumilice à l'ouest.

## Histoire
La première mention écrite du village date de 1315.

## Administration
La commune se compose de quatre sections :
- Bošice
- Budilov
- Hradčany
- Záhoří

## Transports
Par la route, Bošice se trouve à 11 km de Vimperk, à 21 km de Prachatice, à 77 km de Ceské Budejovice et à 142 km de Prague.